# Elettrolita

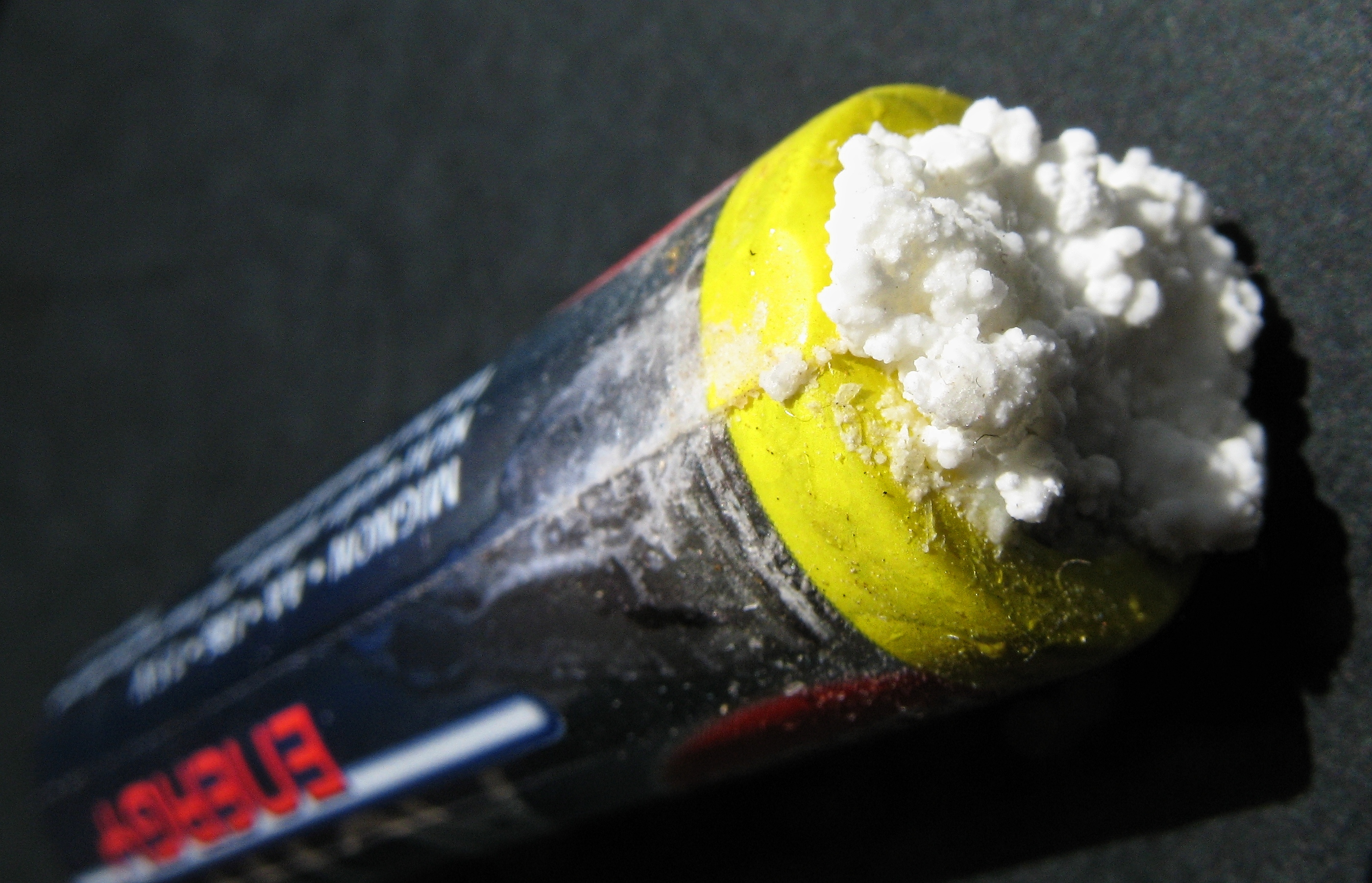
Elettrolita (idrossido di potassio) fuoriuscito da una pila alcalina danneggiata.

Un elettrolita è una sostanza che in soluzione o allo stato fuso subisce la suddivisione in ioni delle proprie molecole. Le sostanze che non si dissociano vengono dette "non elettroliti".

## Descrizione
Il termine "elettrolita" si riferisce alla capacità di condurre la corrente elettrica grazie all'intervento di ioni, caratteristica peculiare di queste specie chimiche. Un elettrolita costituisce quindi quello che viene definito conduttore ionico o, alternativamente, conduttore di seconda specie. Gli elettroliti sono capaci di condurre corrente elettrica, una volta sciolti in soluzione, proprio per la presenza di ioni positivi e negativi nella soluzione generata, derivati dalla dissociazione e ionizzazione dell'elettrolita.
La conduzione non è legata, in questo caso, al libero scorrimento di elettroni entro una struttura cristallina bensì sono gli ioni a farsi carico di "trasportare" la corrente elettrica. Si definisce anfolita (o anfolito) un elettrolita con comportamento anfotero. Proprietà salienti degli elettroliti sono la conduttività ionica, le proprietà colligative e il pH delle soluzioni a cui danno luogo.
Una cella elettrochimica può contenere due diversi elettroliti collegati elettricamente da un ponte salino o da un setto poroso; in tal caso l'elettrolita a contatto con il catodo viene detto catolita, mentre l'elettrolita a contatto con l'anodo è detto anolita.

## Esempi di elettroliti
Per quanto riguarda la natura chimica, sono elettroliti gli acidi, le basi e i sali. Dal punto di vista dello stato di aggregazione, gli elettroliti possono suddividersi in:
- soluzioni elettrolitiche (ad esempio acido cloridrico e acido solforico);
- elettroliti solidi (ad esempio la β-allumina, forma allotropica dell'ossido di alluminio);
- solidi ionici (ad esempio cloruro di sodio, ioduro di argento e fluoruro di calcio);
- sali fusi (ad esempio nitrati alcalini).

## Elettroliti forti e deboli
In riferimento ad una soluzione, un elettrolita forte è presente in un'unica fase liquida allo stato di ioni solvatati.
Un elettrolita debole è un elettrolita che si dissocia in acqua solo parzialmente. Un elettrolita debole presenta un equilibrio chimico tra la forma molecolare indissociata e gli ioni che ne derivano per dissociazione. La dissociazione aumenta se si diluisce la soluzione. Il grado di dissociazione è un parametro che identifica il livello quantitativo della dissociazione ionica.

## Applicazioni

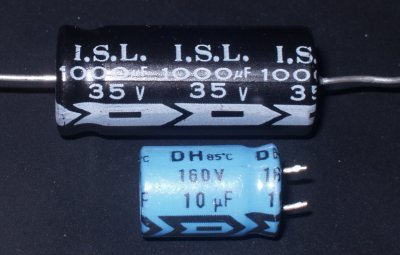
Condensatori elettrolitici ad alluminio.

Gli elettroliti sono dei componenti essenziali delle celle elettrochimiche (tra cui celle galvaniche e celle elettrolitiche), dove hanno la funzione di trasportare la carica elettrica da un elettrodo all'altro. In una cella elettrochimica possono essere presenti anche due soluzioni elettrolitiche, separate da un setto poroso o da un ponte salino.
Gli elettroliti sono impiegati all'interno di particolari condensatori, detti condensatori elettrolitici.
Gli elettroliti possono inoltre essere utilizzati per realizzare le operazioni unitarie di flocculazione (utilizzata nel trattamento delle acque reflue) e scambio ionico (utilizzato nell'addolcimento delle acque e nelle operazioni di cromatografia a scambio ionico).

## In biologia
Gli elettroliti sono fondamentali per alcuni processi biologici, come la pompa sodio-potassio. Nel sangue, e nello specifico nel plasma, sono presenti ioni sodio, potassio, fosfato, magnesio, ferro, calcio e altri. Nella medicina diagnostica sono parametri misurati negli esami del sangue con varie tecnologie tra cui l'elettrodo a membrana.